# Thinobius ciliatus
Thinobius ciliatus är en skalbaggsart som beskrevs av Ernst Hellmuth von Kiesenwetter 1844. Thinobius ciliatus ingår i släktet Thinobius, och familjen kortvingar. Arten är reproducerande i Sverige.